# 川口勉 (野球)
川口 勉（かわぐち つとむ）は、日本の元アマチュア野球選手（投手、内野手、外野手）。

## 経歴・人物
愛知・中京商高では2年生時の1966年に、1962年の作新学院に続く史上2校目の春夏連覇を達成した。春の選抜は決勝で土佐高を1-0で降す。夏の選手権は、決勝でエース西本明和を擁する松山商との接戦を制し優勝。自身も一塁手として活躍した。1年上にはエースの加藤英夫、捕手の矢沢正、三塁手の平林二郎、右翼手の伊熊博一がいた。翌年の1967年の夏の甲子園ではエースとして出場し、大島忠一とバッテリーを組む。自身の好投もあり準決勝に進出するが、石井好博、醍醐恒男のバッテリーを擁する習志野高に2-3で惜敗している。8月末からは石井らとともに全日本高校選抜の一員としてアメリカ西海岸・ハワイ遠征に参加した。 高校同期に二塁手の望月博、中堅手の渡辺幸三、1年下に控え投手の水谷則博がいた。同年のドラフト会議で阪神タイガースから8位指名を受けたが、入団を拒否した。
高校卒業後は大島とともに中京大学に進学し、野手転向。愛知大学野球リーグで1年の秋から6季連続優勝。1970年にはエース榎本直樹を擁し、全日本大学野球選手権大会決勝で関大を破り初優勝を飾る。
大学卒業後はトヨタ自動車に入社する。1974年の都市対抗野球では、新日本製鐵名古屋の補強選手として出場。五番打者、左翼手として起用されるが、1回戦で日本楽器に敗退。1980年の都市対抗野球では、トヨタ自動車が11年ぶりの出場を果たす。1回戦で大昭和製紙と対戦、四番打者、一塁手として2安打を放つが、相手エース杉本正らに抑えられ大敗した。
その後は、トヨタ自動車の監督を務め、2011年からはかつて高校のチームメイトであった平林二郎が監督を務めていた名古屋経済大学の野球部でコーチを務めていた。